# Víctor Dreke
Víctor Emilio Dreke Cruz (Sagua la Grande, 9 de marzo de 1937) es un líder del Partido Comunista Cubano de ascendencia africana y ex comandante de las Fuerzas Armadas Revolucionarias de Cuba. 

## Biografía
Tras participar en diversas protestas estudiantiles en Sagua la Grande entre 1952 y 1954, se unió al Movimiento 26 de Julio en 1955 poco después de su formación. En 1957 ayudó a fundar la unidad estudiantil 13 de marzo del directorio revolucionario estudiantil en la sierra del Escambray. En octubre de 1958 se puso bajo el mando del Che Guevara en la unificación de las guerrillas del movimiento 26 de Julio y el directorio revolucionario. Participó en acciones armadas contra las fuerzas gubernamentales del régimen de Fulgencio Batista, como en Placetas, Báez, Manicaragua y Santa Clara. 
Tras el triunfo de la Revolución Cubana en 1959 ocupó los siguientes cargos: fiscal de tribunales revolucionarios; jefe de policía en Sagua la Grande; jefe de compañía de la fuerza táctica occidental; y jefe de escuadrón de la policía rural revolucionaria. Posteriormente, se convirtió en jefe de pelotón del ejército rebelde en las primeras acciones en el Escambray. En 1960 fue jefe del escuadrón del Ejército Rebelde en Cruces y también director de una escuela de entrenamiento de milicianos en Hatillo.
El 17 de abril de 1961 el primer día de la invasión de Bahía de Cochinos, asumió el mando de dos compañías del 117.º batallón, tomando parte en un enfrentamiento con paracaidistas de la Brigada 2506. El 19 de abril, fue herido y capturado brevemente después de conducir hacia Girón en un jeep delante de sus tanques. En 1962 fue ascendido al rango de comandante. Cuando se crearon las unidades especiales de Lucha contra bandidos (LCB) ese año, se convirtió en jefe de operaciones de la LCB en el Escambray. En particular, en marzo de 1962, interrogó a Mario Lanza Flores (conocido como Tondique, un rebelde anticastrista campesino afrocubano) tras la captura del rebelde, más tarde Tondique fue asesinado por un pelotón de fusilamiento. También sirvió como segundo al mando de Raúl Menéndez Tomassevich, jefe de la LCB dentro del ejército central, hasta enero de 1965, cuando la operación de limpieza final estaba casi terminada.
En abril de 1965 sirvió como segundo al mando del Che Guevara en la misión de entrenamiento militar cubana a la República Democrática del Congo, para ayudar a entrenar a combatientes rebeldes, originalmente organizada por partidarios del ex primer ministro Patrice Lumumba (asesinado en 1961). Guevara escribió sobre su informe a Fidel Castro: «Él fue... uno de los pilares en los que me apoyé. La única razón por la que no recomiendo su ascenso es que ya ostenta el rango más alto».
La misión finalizó en noviembre de 1965. Posteriormente, dirigió una unidad militar en Cuba que preparaba voluntarios internacionalistas. En 1966, dirigió la misión militar cubana en Guinea-Bissau/Cabo Verde, donde sirvió junto a Amílcar Cabral. Posteriormente, desempeñó una función similar en la república de Guinea. Regresó a Guinea-Bissau en 1986, donde dirigió la misión militar cubana hasta 1989. 
De 1965 a 1975 formó parte del comité central del Partido Comunista de Cuba. En 1969 dirigió la dirección política del Ministerio de las Fuerzas Armadas Revolucionarias. En 1972, se graduó de la Academia Militar Máximo Gómez con una licenciatura en ciencias políticas. En 1973, fue nombrado jefe del recién formado Ejército Juvenil del Trabajo (EJT) en la provincia de Oriente, donde trabajó en proyectos agrícolas voluntarios. En 1981 se graduó de la Universidad de Santiago de Cuba con una licenciatura en derecho. 
En 1990 se retiró del servicio militar activo. Posteriormente, actuó como representante en África de las corporaciones cubanas ANTEX y UNECA en proyectos comerciales y de construcción.